# Creature Creature
Creature Creature är ett japanskt band som grundades 2005. 
Bandet bestod i början av vokalisten MORRIE (ex-Dead-End), basisten tetsu (L'Arc~En~Ciel) och gitarristen Minoru (ex-The Mad Capsule Markets, DIE IN CRIES, Bloody Imitation Society). Bandet har på senare tid haft musiker från olika framgångsrika band, däribland L'Arc~En~Ciel, Plastic Tree, La'cryma Christi och Kuroyume. Bandet har släppt flera singlar, bl.a. Kaze no Tou, Paradise och Red, samt fullängdsalbumet Light & Lust. Bandets senaste fullängdsalbum, Death Is A Flower, släpptes 2017.

## Medlemmar
- MORRIE (Dead End)- sång
- Hiro (La'cryma Christi)- gitarr
- Shinobu (The LEGENDARY SIX NINE)- gitarr
- Hitoki (Kuroyume)- bas
- Hiroshi Sasabuchi (ex-Plastic Tree)- trummor